# قاسم‌آباد (اراک)
قاسم‌آباد (اراک)، روستایی از توابع بخش مرکزی شهرستان اراک در استان مرکزی ایران است.

## جمعیت
این روستا در دهستان شمس‌آباد (اراک) قرار دارد و براساس سرشماری مرکز آمار ایران در سال ۱۳۹۵، جمعیت آن ۱۰۳۰ نفر (۳۲۰خانوار) بوده‌است.